# Alès

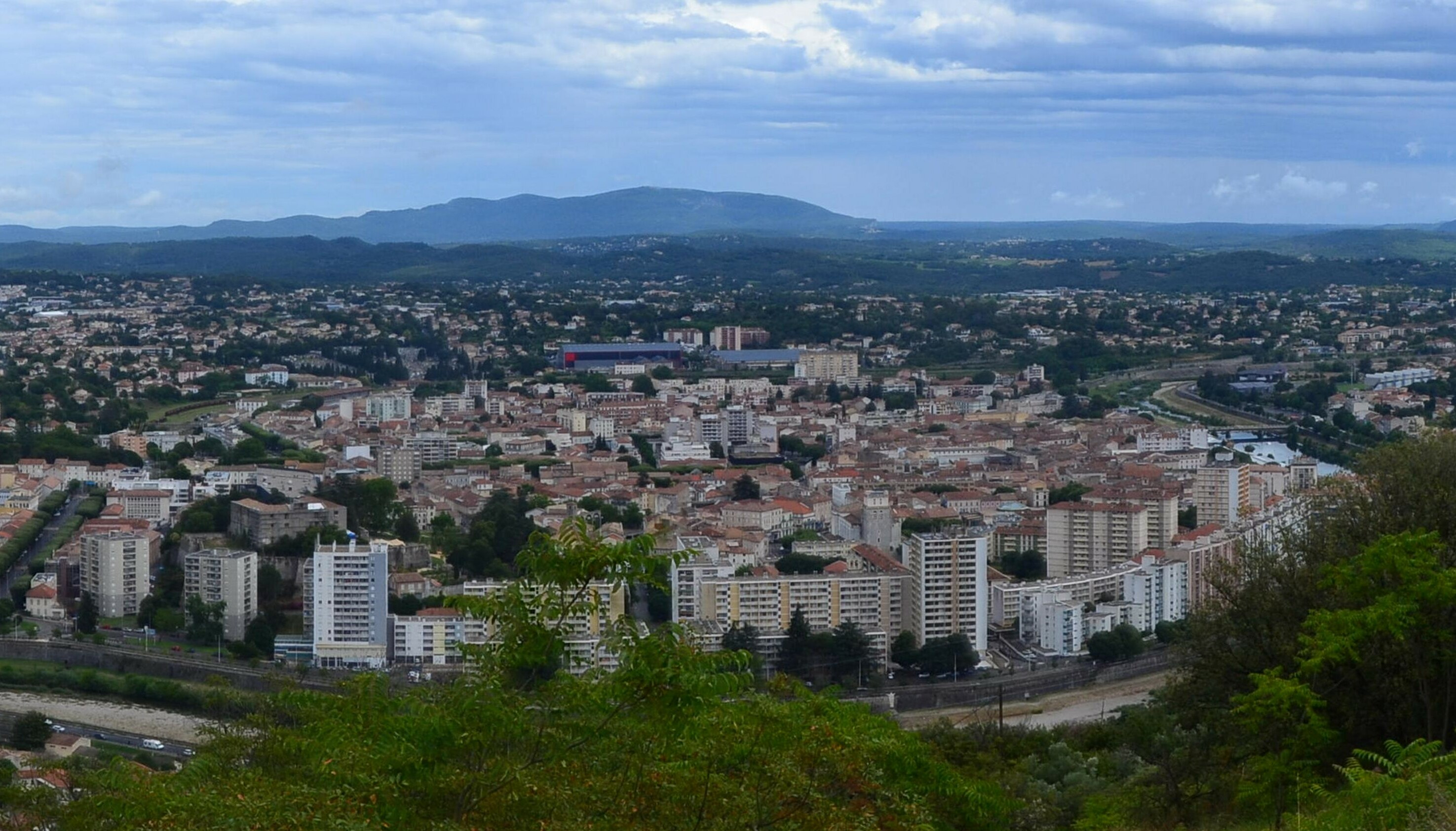

Alès là một xã trong vùng Occitanie, thuộc tỉnh Gard, quận Alès. Alès nằm trên độ cao trung bình là 150 mét trên mực nước biển, có điểm thấp nhất là 116 mét và điểm cao nhất là 356 mét. Xã có diện tích 23,16 km², dân số vào thời điểm 2000 là 41.054 người; mật độ dân số là 1773 người/km².

## Thông tin nhân khẩu
| 1962   | 1968   | 1975   | 1982   | 1990   | 1999   | 2004   |
| ------ | ------ | ------ | ------ | ------ | ------ | ------ |
| 41 360 | 42 818 | 44 245 | 43 268 | 41 037 | 39 346 | 41 054 |

## Nhân vật nổi tiếng
- Laurent Blanc, cựu vận động viên bóng đá
- Jean-Philippe Gatien, cựu vô địch bóng bàn thế giới